# Баранников Олексій Петрович
Олексі́й Петро́вич Бара́нников (рос. Алексей Петрович Баранников; 9 (21) березня 1890, місто Золотоноша, тепер Черкаської області — 5 вересня 1952, Ленінград, нині Санкт-Петербург, Російська Федерація) — сходознавець-індолог. Кандидат філологічних наук (1935, без захисту). Професор (1923). Академік Академії наук СРСР (1938).

## Біографія
1914 року закінчив слов'яно-руське, романо-германське та східне відділення історико-філологічного факультету Київського університету.
Досліджував індійські мови та літератури, мову, побут, фольклор циган. Перший вивчав діалекти циганської мови в Україні і вплив на них української мови.

## Вшанування пам'яті
В Черкасах існує провулок Олексія Баранникова.